# Tour della nazionale maschile di rugby a 15 dell'Australia 2009
I "Wallabies", nazionale di "rugby a 15" dell'Australia, tra il 2008 e il 2011 hanno programmato diversi tour, specialmente nel mese di novembre in Europa e Argentina.
Nel 2009, in anticipo sulla serie di incontri in Europa, un match aggiuntivo per la Bledisloe Cup si è disputato tra Nuova Zelanda ed Australia a Tokyo.

## Risultati
| Tokyo 31 ottobre 2009 | Nuova Zelanda | 32 – 19 | Australia |  |

| Arbitro: | Andrew Small |

|       |      |                                        |
| Burns | mt   | Cross Ty. Smith Mitchell (2) Q. Cooper |
|       | tr   | Q. Cooper (4)                          |
|       | c.p. | Q. Cooper                              |

| Londra 7 novembre 2009 | Inghilterra | 9 – 18 | Australia | Twichenham |

| Dublino 15 novembre 2009 | Irlanda | 20 – 20 | Australia | Croke Park |

| Edimburgo 21 novembre 2009 | Scozia | 9 – 8 | Australia | Murrayfield |

| Cardiff 24 novembre 2009 | Cardiff Blues | 3 – 31 | Australia XV | Arms Park |

| Cardiff 28 novembre 2009 | Galles | 12 – 33 | Australia | Millennium Stadium |